# Pintér Ferenc (fizikus)
Pintér Ferenc (Vágfarkasd, 1933 – 2011. július 7.) fizikus, tanszékvezető egyetemi tanár.

## Élete
Gyermekéveit Vágfarkasdon töltötte, családját azonban a második világháborút követően Nagybánhegyesre telepítették ki. A Szegedi Egyetemen szerzett diplomát, majd a moszkvai Lomonoszov Egyetemen tanult tovább.
A Kísérleti Fizikai Tanszéken kezdte oktatói és kutatói munkáját. Kutatómunkája az optika, ezen belül a lézerfizika témaköréhez kapcsolódott. Alapító tagja volt a szegedi lézeres iskolának, tevékeny részt vállalt az első festéklézerek létrehozásában és  továbbfejlesztésében. Kutatásait a lézerfény-anyag kölcsönhatás területére is kiterjesztette.
1983-ban vette át a Szegedi Tudományegyetem Juhász Gyula Pedagógusképző Kar Fizika Tanszékének vezetését. 1998-ban vonult aktív nyugalomba.
Az ELFT Csongrádmegyei csoportjában tevékenykedett, a társulat megyei vezetőségének tagja, illetve elnöke volt.
Hamvait a Vág folyóba szórták.

## Művei
Tudományos publikációi jelentek meg az optika, az atomfizika és az anyagtudomány területén.